# Xã Goshen, Quận Hardin, Ohio
Xã Goshen (tiếng Anh: Goshen Township) là một xã thuộc quận Hardin, tiểu bang Ohio, Hoa Kỳ. Năm 2010, dân số của xã này là 562 người.